# Kräklingbo socken
Kräklingbo socken ingick i Gotlands norra härad, ingår sedan 1971 i Gotlands kommun och motsvarar från 2016 Kräklingbo distrikt.
Socknens areal är 46,02 kvadratkilometer, varav 45,90 land. År 2020 fanns här 191 invånare. Kyrkbyn Kräklingbo med sockenkyrkan Kräklingbo kyrka ligger i socknen. 

## Administrativ historik
Kräklingbo socken har medeltida ursprung. Socknen tillhörde Kräklinge ting som i sin tur ingick i Kräklinge setting i Medeltredingen.
Vid kommunreformen 1862 övergick socknens ansvar för de kyrkliga frågorna till Kräklingbo församling och för de borgerliga frågorna bildades Kräklingbo landskommun. Landskommunen inkorporerades 1952 i Romaklosters landskommun och ingår sedan 1971 i Gotlands kommun. Församlingen uppgick 2007 i Östergarns församling.
1 januari 2016 inrättades distriktet Kräklingbo, med samma omfattning som församlingen hade 1999/2000.  
Socknen har tillhört samma fögderier och domsagor som Gotlands norra härad. De indelta båtsmännen tillhörde Gotlands första båtsmanskompani.

## Geografi
Kräklingbo socken ligger på östra Gotlands inland. Socknen består odlingsbygd vid kyrkan och skogsmark däromkring.
I södra delen av socknen, strax nordväst om Torsburgen, ligger den delvis igenvuxna Kärrmansmyr. Genom ett sjöprojekt sedan 2007 har den 21 hektar stora myren till största delen 2019 åter blivit en grund sjö. Undantaget är tre konstgjorda öar i mitten av sjön, vilka från luften numera syns som teckenföljden "L ♥ A". Detta är en kärleksförklaring från den ene av gården Kärrmans ägare (vars marker myren ligger på) till den andre, i samband med ett guldbröllop.

### Gårdsnamn
Ekeskogs, Foler, Gurpe, Hajdeby, Hammars Lilla, Hammars Stora, Histilles, Kräklings, Kärrmans, Lambskvie, Nygårds, Prästgården, Rågåkre, Skåne, Smiss, Stenstugu, Sutarve, Tings, Tjängvide, Träske, Vidfälle, Österby.

## Fornlämningar

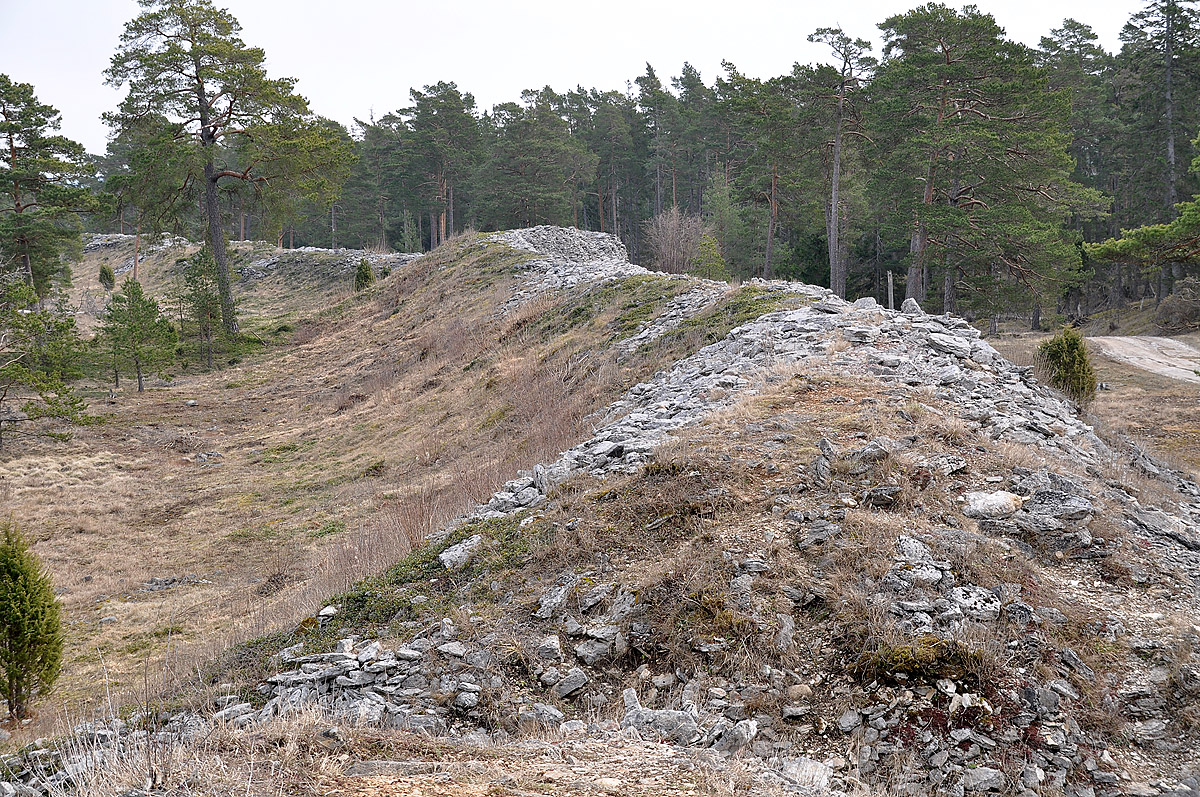
Torsburgen.

I socknen finns sliprännor i fast häll och i block. Från stenåldern finns en boplats och en hällkista, från bronsåldern finns fler gravrösen, från järnåldern finns 37 gravfält med cirka 1 100 grava, 17 kilometer av stensträngar och tre fornborgar, mest känd är Torsburgen.

## Namnet
Namnet (1300-talet Kreclingabo) kommer från en gård. Förleden innehåller inge, 'inbyggare' och troligen kräkla 'torr gren' eller krok 'krok, böjning'. Efterleden är bo, 'bygd'. Tolkningen kan då vara 'en bosättning vid en krokig naturformation' eller 'ett nedsättande omdöme om de boende'. Kräcklinge socken har ett liknande namn, med samma ursprung.

## Befolkningsutveckling
| Befolkningsutvecklingen i Kräklingbo socken 1750–2020 | Befolkningsutvecklingen i Kräklingbo socken 1750–2020 | Befolkningsutvecklingen i Kräklingbo socken 1750–2020 | Befolkningsutvecklingen i Kräklingbo socken 1750–2020 | Befolkningsutvecklingen i Kräklingbo socken 1750–2020 |
| --- | ----------------------------------------------------- | ----------------------------------------------------- | ----------------------------------------------------- | ----------------------------------------------------- |
| |                                                       |                                                       |                                                       |                                                       |
| År |                                                       |                                                       | Folkmängd                                             |                                                       |
| 1750 | 1750                                                  |                                                       | 244                                                   |                                                       |
| 1760 | 1760                                                  |                                                       | 229                                                   |                                                       |
| 1769 | 1769                                                  |                                                       | 238                                                   |                                                       |
| 1780 | 1780                                                  |                                                       | 242                                                   |                                                       |
| 1790 | 1790                                                  |                                                       | 262                                                   |                                                       |
| 1800 | 1800                                                  |                                                       | 262                                                   |                                                       |
| 1810 | 1810                                                  |                                                       | 248                                                   |                                                       |
| 1820 | 1820                                                  |                                                       | 286                                                   |                                                       |
| 1830 | 1830                                                  |                                                       | 298                                                   |                                                       |
| 1840 | 1840                                                  |                                                       | 358                                                   |                                                       |
| 1850 | 1850                                                  |                                                       | 406                                                   |                                                       |
| 1860 | 1860                                                  |                                                       | 440                                                   |                                                       |
| 1870 | 1870                                                  |                                                       | 482                                                   |                                                       |
| 1880 | 1880                                                  |                                                       | 480                                                   |                                                       |
| 1890 | 1890                                                  |                                                       | 418                                                   |                                                       |
| 1900 | 1900                                                  |                                                       | 365                                                   |                                                       |
| 1910 | 1910                                                  |                                                       | 405                                                   |                                                       |
| 1920 | 1920                                                  |                                                       | 409                                                   |                                                       |
| 1930 | 1930                                                  |                                                       | 390                                                   |                                                       |
| 1940 | 1940                                                  |                                                       | 388                                                   |                                                       |
| 1950 | 1950                                                  |                                                       | 332                                                   |                                                       |
| 1960 | 1960                                                  |                                                       | 269                                                   |                                                       |
| 1970 | 1970                                                  |                                                       | 222                                                   |                                                       |
| 1980 | 1980                                                  |                                                       | 201                                                   |                                                       |
| 1990 | 1990                                                  |                                                       | 205                                                   |                                                       |
| 2000 | 2000                                                  |                                                       | 201                                                   |                                                       |
| 2010 | 2010                                                  |                                                       | 193                                                   |                                                       |
| 2020 | 2020                                                  |                                                       | 191                                                   |                                                       |
| Anm: Källor: Umeå universitet - Tabellverket 1749-1859, Demografiska databasen, CEDAR, Umeå universitet, Befolkningsutvecklingen i Gotlands socknar 2000 - 2010, Folkmängden per distrikt, landskap, landsdel eller riket efter kön. År 2015 - 2022. |                                                       |                                                       |                                                       |                                                       |